# Viviane Verbeeck
Viviane Verbeeck (19 augustus 1964) is een Belgisch voormalig korfbalster.

## Levensloop
Verbeeck werd actief in het korfbal op negenjarige leeftijd (1969) bij Voorwaarts. In haar periode bij deze club werd ze driemaal uitgeroepen tot 'korfbalster van het jaar' (1978, '81 en '82). Later maakte ze de overstap naar AKC. Met deze club won ze vier veld- (1985, '86, '87 en '88) en drie zaaltitels (1986, '87 en '88). Ook won ze met AKC in 1986 de Beker van België en de Europacup. Ten slotte werd ze als AKC-speelster nog tweemaal uitgeroepen tot 'korfbalster van het jaar' (1985 en '86).  Vervolgens werd Verbeeck actief bij Boeckenberg en Mercurius om ten slotte opnieuw uit te komen bij Voorwaarts. Na haar periode bij AKC zou nog een veldtitel volgen.
Tevens maakte ze deel uit van het Belgisch nationaal team. Ze verzamelde 57 caps en won met de nationale ploeg onder meer zilver op het wereldkampioenschap van 1987 en de Wereldspelen van 1989. Op het wereldkampioenschap van 1991 won ze goud met de nationale equipe.
Ze is woonachtig te Kontich en gehuwd met Marc Benoy die eveneens actief was in het korfbal. Samen hebben ze drie kinderen. Hun zoon Gillian is actief in het rugby en was in 2021 een van de deelnemers van het VIER-programma De Container Cup